# Bujnaksk
Bujnaksk (russisk: Буйна́кск, tr. Bujnaksk; avarisk: Шура, tr. Sjura) er en by i den sydrussiske republik Dagestan med 62.623(2010) indbyggere. Bujnaksk ligger for foden af bjergkæden Store Kaukasus ved floden Sjura-Ozen, omkring 40 km. sydvest for republikkens hovedstad Makhatsjkala.
Bujnaksk hed Temir-Khan-Sjura (russisk: Темир-Хан-Шура) frem til 1922. Navnet er afledt af Timur Lenk, en mongolsk krigsherre fra 1400-tallet. I 1922 blev byen omdøbt til Bujnaksk, opkaldt efter den revolutionære helt Ullubiy Buynaksky.
Temir-Khan-Sjura blev grundlagt i 1834 som en befæstet forpost i nærheden af middelalderbyen Balanjar. I 1866 fik den bytatus. I 1920 var byen centrum for den kortvarige selvstændige stat Bjergrepublik i det nordlige Kaukasus.
I 1970 blev byen hårdt ramt af et jordskælv. Den 4. september og i 1999 blev et lejlighedskopleks i byen ramt af et terrorangreb med 64 døde, heriblandt 23 børn, og 146 kvæstede. Angrebet var en af en række terrorangreb, der i samme måned ramte Rusland.